# زبابة رمادية
زبابة رمادية (الاسم العلمي: Sorex cinereus) (بالإنجليزية: Cinereus Shrew)‏ هي نوع من الثدييات يتبع جنس الزبابة من الفصيلة الزبابات         .	